# Aerocarene
O Aerocarene foi um protótipo de automóvel construído na França em 1947 pelos engenheiros Desbenojt e Bodu.
O Aerocarene 700, assim chamado devido a cilindrada do motor, foi um coupé de três rodas, duas dianteiras e uma traseira sem portas. Baseado num projeto de aeronave e com linhas futuristas, contava com uma estrutura de liga leve semelhante à fuselagem de um avião
Foi desenvolvido em 1946 e apresentado no Paris Motor Show em outubro de 1947. Atingia aproximadamente, 132 km/h com potência de 23 CV por meio de um motor de 2 cilindros de 2 tempos, que transmitiam toda sua força através de uma caixa de marchas eletromagnética com 4 velocidades. 